# Francolin noble
Pternistis nobilis
Espèce
Statut de conservation UICN

 LC  : Préoccupation mineure
Le Francolin noble (Pternistis nobilis) est une espèce d'oiseaux de la famille des Phasianidae.

## Distribution
Montagnes du Zaïre et de l’Ouganda : des monts Bleus, à l’est du Zaïre, jusqu’aux Monts Itombwe et Kabodo, dans le sud-ouest de l’Ouganda. Région volcanique de Kisoro et du Kabale, parties adjacentes du Ruanda et du Burundi.

## Sous-espèce
Aucune n’est reconnue mais F. n. chapini, Mackworth-Praed & Grant 1934, du mont Ruwenzori serait moins grise et plus brun-rouge que les autres populations, mais en raison d’une certaine variation individuelle, cette distinction ne serait pas valide (Madge & McGowan 2002).

## Habitat
Le francolin noble occupe différents étages de la forêt de montagne entre 1 500 et 3 700 m d’altitude. Il est inféodé aux lisières et aux sous-bois denses de la forêt de montagne, notamment à proximité de l’eau, ou dans des zones marécageuses, aux fourrés de bambous et jusqu’aux landes alpines à arbrisseaux et à bruyères (Urban et al. 1986).

## Alimentation
L’alimentation est très peu documentée, del Hoyo et al. (1994) mentionnant des graines glanées le long des routes, très tôt le matin et tard l’après-midi.

## Mœurs
Généralement timide et peu visible, il garde le couvert du sous-bois dense et  se tient par couples ou par petits groupes. Il est difficile à observer sauf le matin ou l’après-midi quand il évolue en petits groupes en se nourrissant sur les sentiers des forêts. Il trahit aussi sa présence par les cris qu’il émet bruyamment en regagnant ses sites de perchage dans les arbres et les buissons. En cas de danger, il s’enfuit en courant à travers le sous-bois, répugnant manifestement à s’envoler, mais quand il y est contraint, il vole sur une très courte distance avant de se remettre à couvert (Madge & McGowan 2002).

## Voix
Trois cris ont été décrits : un croassement rauque et sonore, chuck-a-rick, répété quatre-cinq fois ; un cock-rack criard, répété six-huit fois ou une suite de kre-kar-kre-kar-kre-kor (Madge & McGowan 2002).

## Nidification
Elle n’est pas documentée, le nid et les œufs n’étant toujours pas décrits. On suppose simplement que pour le sud de la province du Kivu, dans l’est du Zaïre, elle a lieu de la fin avril-mai à août ou septembre (Urban et al. 1986).

## Statut
L’espèce est piégée en nombre par la population locale, ce qui suggère qu’elle est localement commune et, en même temps, menacée, et ce d’autant que son aire est assez restreinte. Elle serait en expansion dans le parc national de Bwindi, dans le sud-ouest de l’Ouganda. Au contraire, elle serait victime de la destruction des forêts et de la chasse dans le rift Albertine (Hennache & Ottaviani 2011).